# Pseudomuscari inconstrictum
Pseudomuscari inconstrictum là một loài thực vật có hoa trong họ Măng tây. Loài này được (Rech.f.) Garbari miêu tả khoa học đầu tiên năm 1970.